# Chrysops trisignatus
Chrysops trisignatus är en tvåvingeart som beskrevs av Krober 1926. Chrysops trisignatus ingår i släktet Chrysops och familjen bromsar. Inga underarter finns listade i Catalogue of Life.